# John Mayer
John Clayton Mayer (Bridgeport, Connecticut, 1977. október 16. –) amerikai énekes, dalszövegíró, zenész, gitáros.

## Életpályája
Karrierje kezdetén akusztikus popzenét játszott. Már az első két stúdióalbuma (Room For Squares – 2001, Heavier Things – 2003) is több milliós példányszámban kelt el, ami sok Grammy-díjat hozott. 2004-2005-ben olyan soulos hiphopelőadókkal működött közre, mint Common és Kanye West, továbbá olyan dzsessz- és blueszenészekkel, mint Herbie Hancock, B. B. King és Eric Clapton. Steve Jordan és Pino Palladino társaságában kezdett zenélni, s a John Mayer Trio név alatt kijött Try! című 2005-ös koncertlemez. 2006-ban velük vette fel a Continuum c. albumot is.
2015 -ben a Grateful Dead három egykori tagjával (Bob Weir, Mickey Hart, Bill Kreutzmann) és további három zenésszel (John Mayer, Oteil Burbridge, Jeff Chimenti) megalakult a Dead & Company zenekar.

## Lemezei
- Room for Squares (2001)
- Heavier Things (2003)
- Continum (2006)
- Battle Studies (2009)
- Born and Raised (2012)
- Paradise Valley (2013)
- The Search for Everything (2017)
- Sob Rock (2021)

## További információ
- Hivatalos oldal
- John Mayer a Facebookon
- John Mayer az Internetes Szinkronadatbázisban (magyarul)
- John Mayer az Internet Movie Database-ben (angolul)
- John Mayer a Rotten Tomatoeson (angolul)